# Sòng bạc

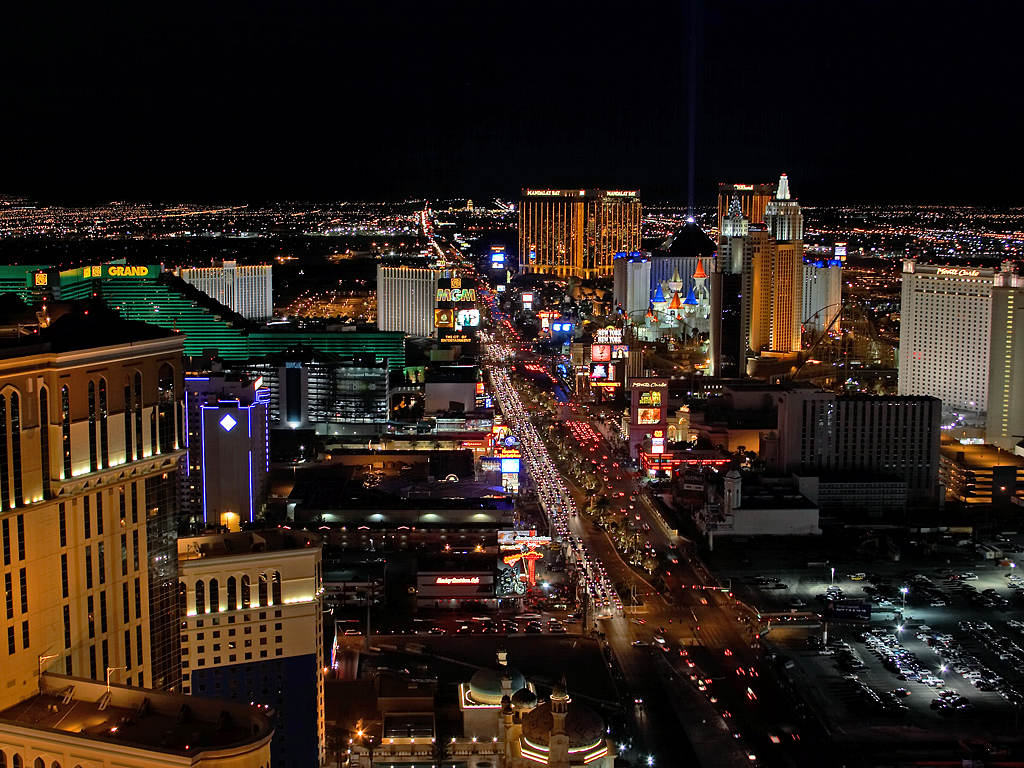
Khu Las Vegas Strip nổi tiếng với mật độ dày đặc của khách sạn kiêm sòng bạc.

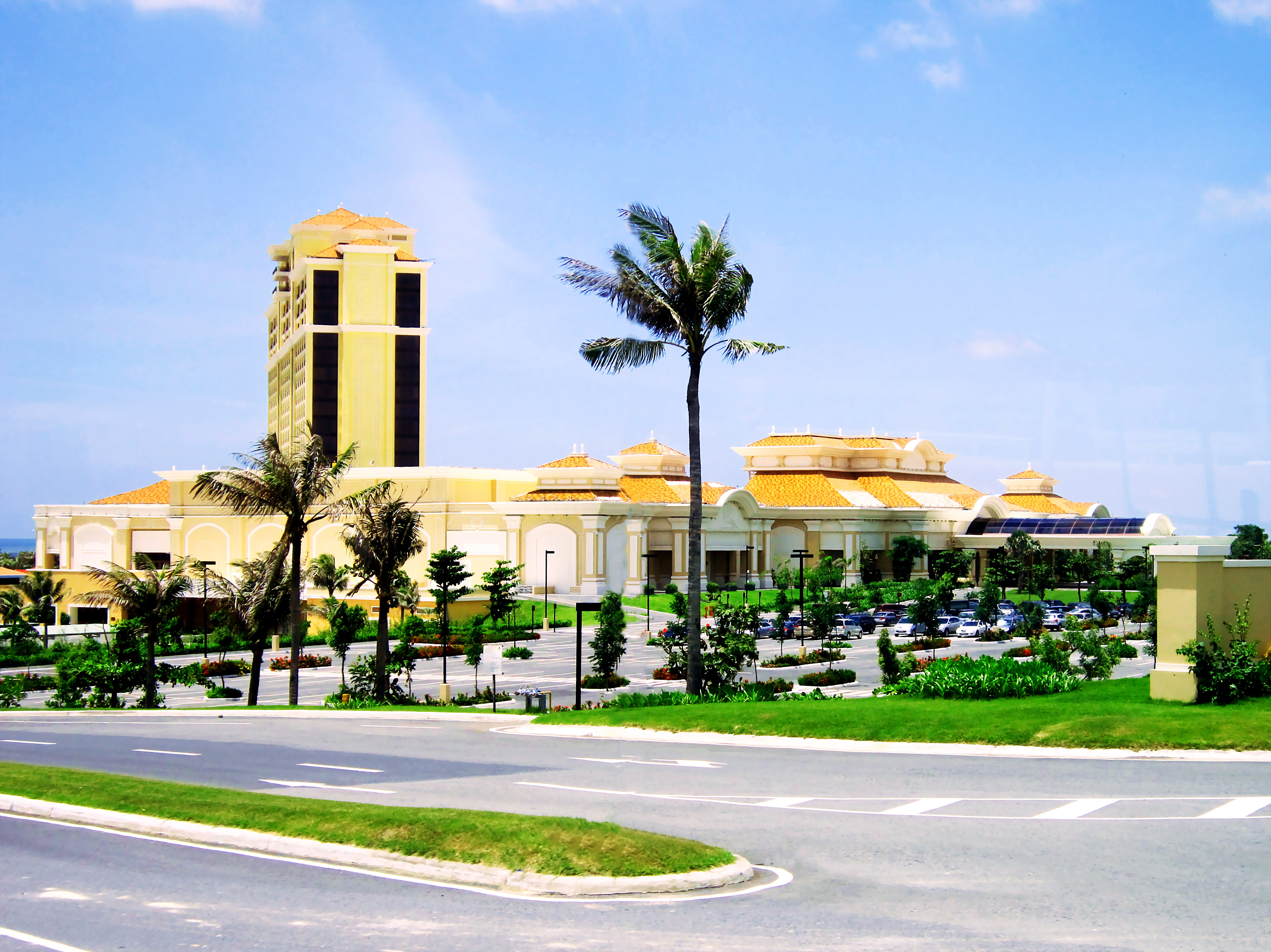
Sòng bạc MGM

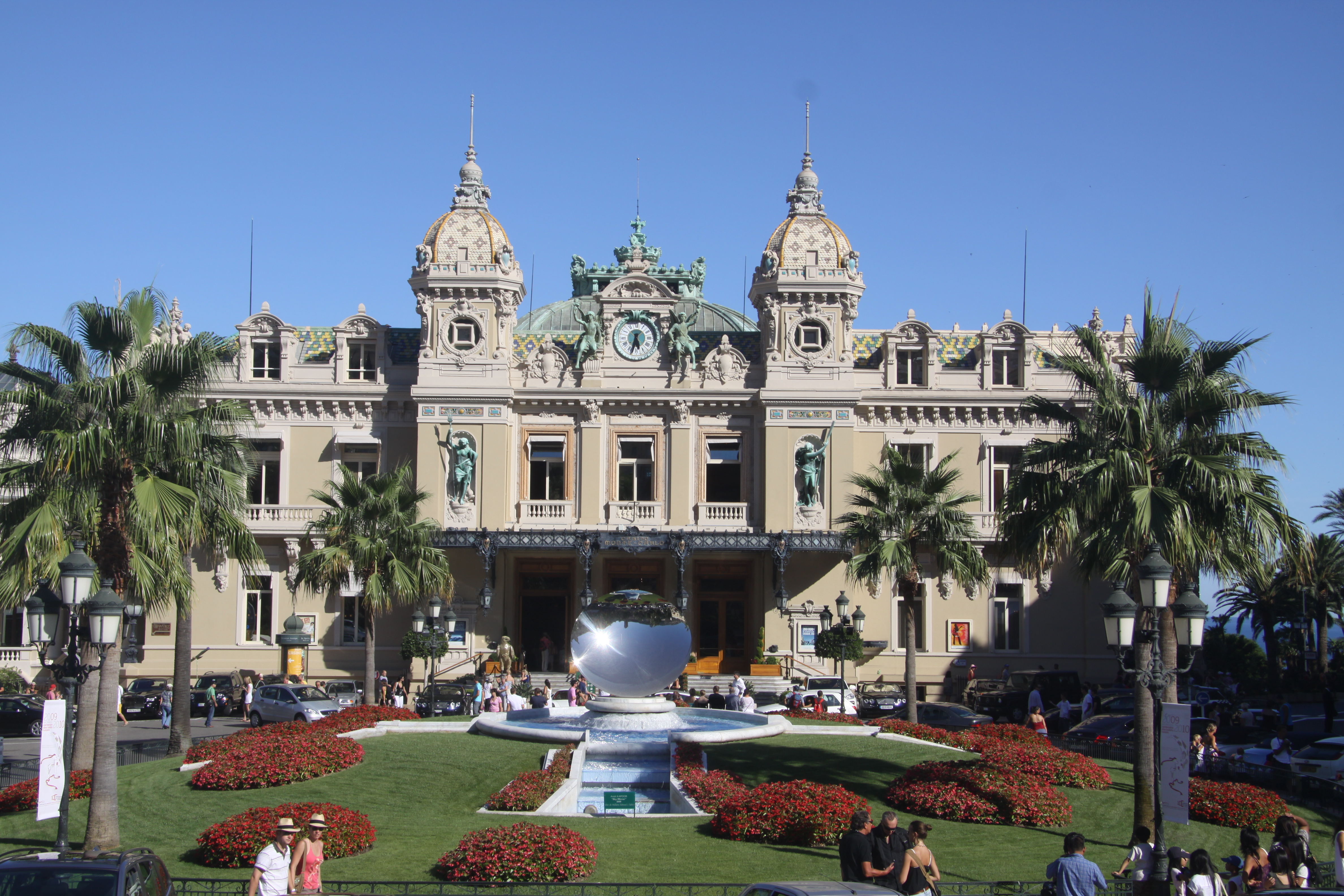
Sòng bạc Monte-Carlo ở Monte-Carlo, Monaco, mở cửa từ năm 1865

Sòng bạc hay casino là một cơ sở chuyên kinh doanh các dịch vụ đánh bạc. Sòng bạc thường đặt gần hoặc kết hợp với các khách sạn, nhà hàng, khu mua sắm, tàu du lịch biển và các khu vực nghỉ mát khác. Một số sòng bạc tổ chức cả những sự kiện giải trí đi kèm như hòa nhạc, thể thao, ảo thuật.
Trong lịch sử Việt Nam, sòng bạc từ xưa đã từng tồn tại. Thời nhà Trần, luật pháp rất nghiêm khắc với tội đánh bạc, nhưng đến đời vua Trần Dụ Tông lại thích đánh bạc, chiêu tập các nhà giàu vào cung đánh bạc, vua cũng tham gia, vua quan làm bậy rồi dân học theo, cuối cùng tệ đánh bạc lan ra khắp cả nước, khiến quốc sự ngày càng suy đồi. Đại Việt sử ký toàn thư dẫn lời Phan Phu Tiên viết về nguyên nhân nhà Trần suy vong từ đời Trần Dụ Tông như sau: "Luật pháp nhà Trần nghiêm cấm đánh bạc đến vậy, thế mà đến đời Dụ Tông lại công nhiên làm bậy, gọi những người giàu vào cung đánh bạc, rồi sau người trong nước bắt chước cái dở ấy, không thể ngăn cấm được nữa. Cuối cùng vì tệ đánh bạc mà rồi mất nước."

## Hiệu quả kinh tế
Hiệu quả kinh tế của việc kinh doanh sòng bạc mang tác hại lẫn lợi ích. Campuchia là một ví dụ cho thấy sòng bạc đem lại nhiều tác hại như tỉ lệ tội phạm tăng với các băng nhóm và hoạt động bảo kê, ít hưởng lợi về mặt kinh tế. Cả trăm sòng bạc đã được mở tại Campuchia với các nhà đầu tư nước ngoài. Một quan chức thành phố Shihanoukville cho biết thì thành phố hưởng lợi rất ít do các nhà đầu tư Trung Quốc tổ chức đánh bạc với hình thức trực tuyến với tiền gửi về Trung Quốc, cũng như đưa mọi vật tư từ Trung Quốc sang, thậm chí cả nhân viên chia bài và thậm chí cả gái mại dâm.
Hoạt động sòng bạc có lợi ích về kinh tế nếu chỉ mở cửa cho người nước ngoài đánh bạc, chứ không phải dân bản địa. Hàn Quốc thu hút rất nhiều đầu tư nước ngoài vào ngành kinh doanh sòng bạc, nhưng vẫn cấm người dân nước mình vào chơi cờ bạc trong casino. Tại Vương quốc Monaco ở châu Âu, nơi có thành phố cờ bạc Monte Carlo, việc đánh bạc ở casino luôn luôn là bất hợp pháp đối với người dân nước này, và doanh thu cờ bạc chỉ nên từ khách nước ngoài.

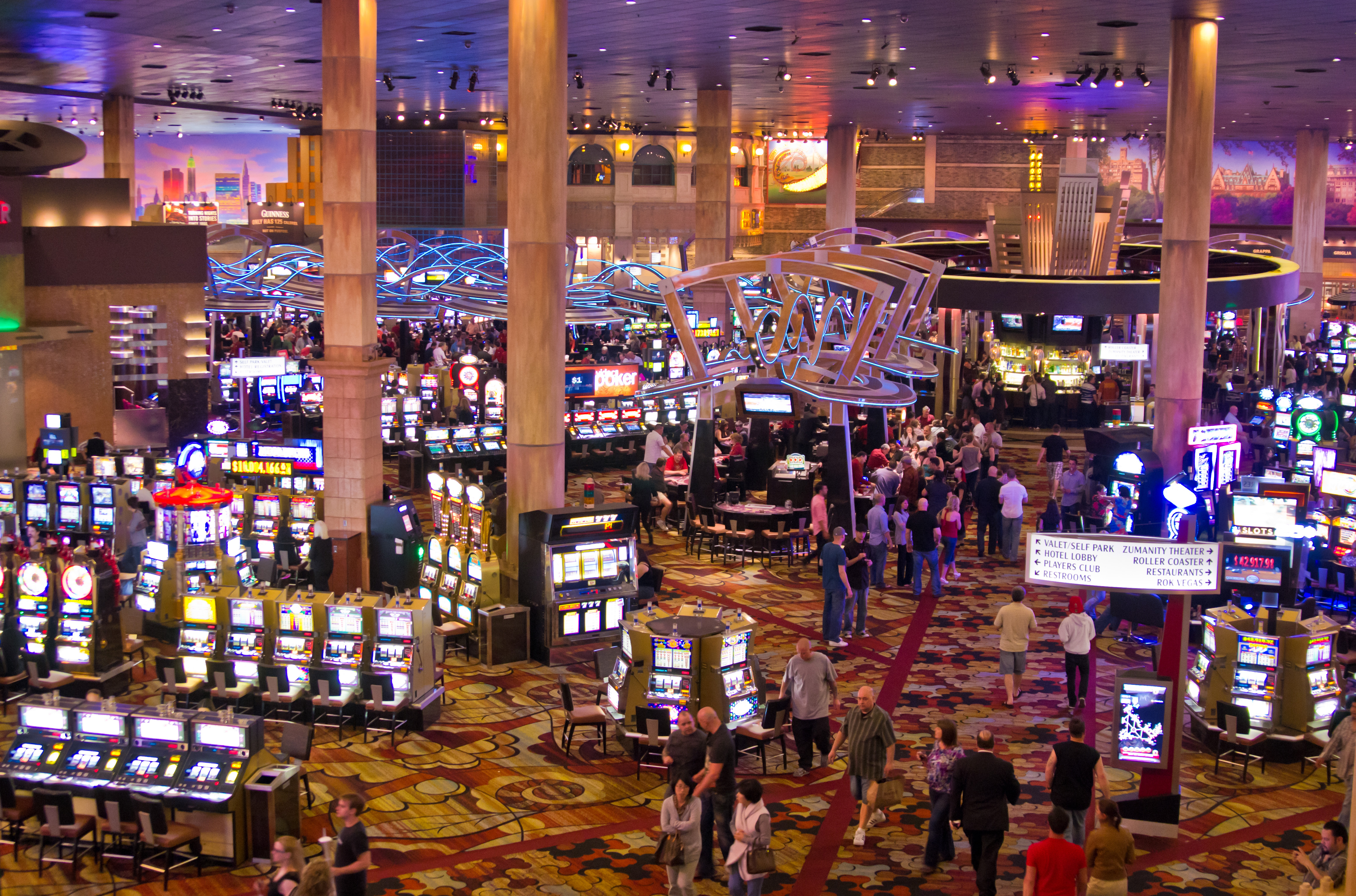
Trong một sòng bạc tại Las Vegas với các máy đánh bạc

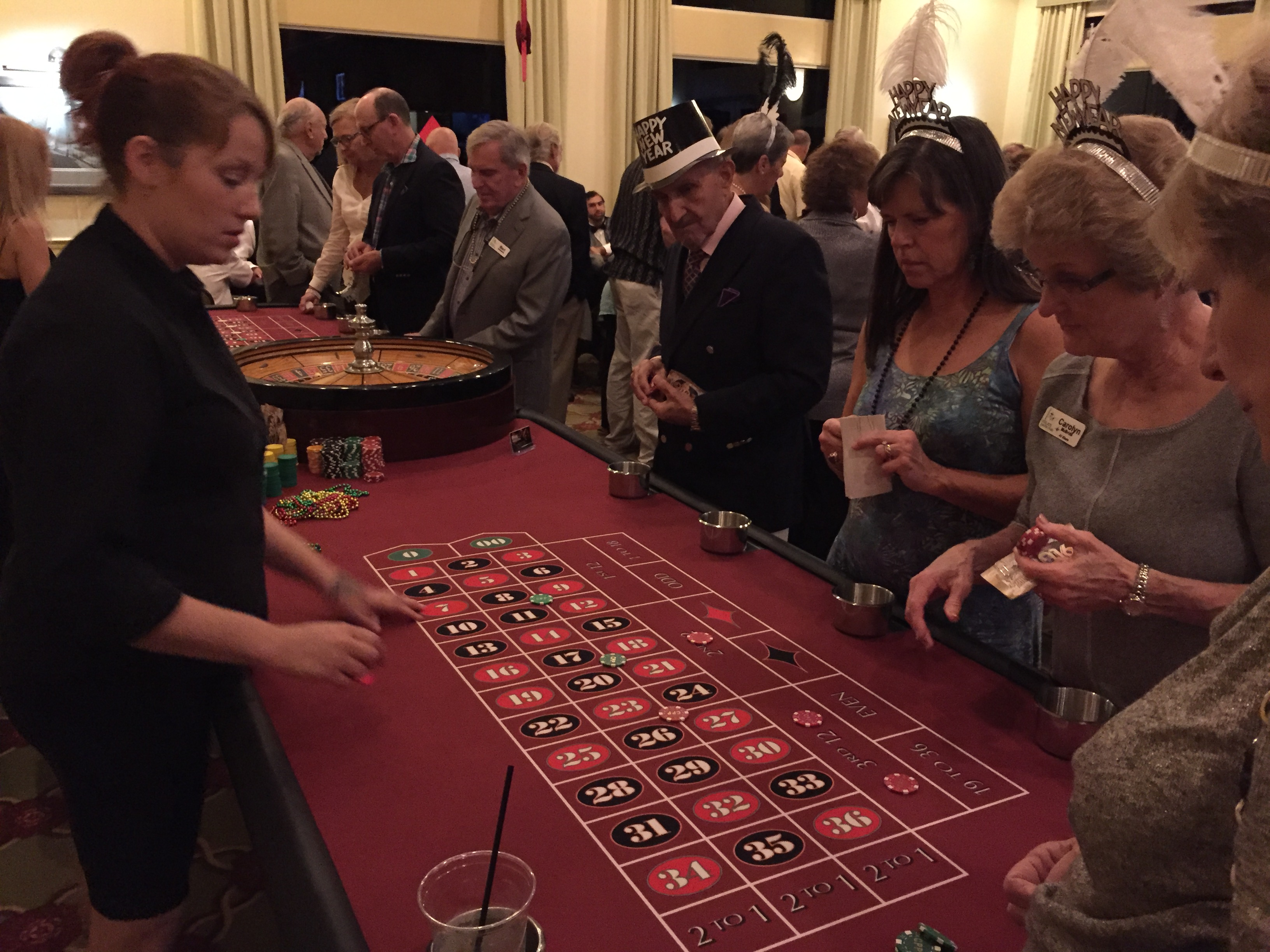
Chơi roulette tại sòng bạc

## Hệ lụy xã hội
Bên cạnh những lợi ích của sòng bạc như tăng nguồn thu cho ngân sách, thu hút du lịch... thì sòng bạc cũng tồn tại những hệ lụy xã hội, đặc biệt là vấn đề tội phạm và sự phá sản của những con nghiện cờ bạc. Do vậy nhiều quốc gia không cho phép mở sòng bạc trên lãnh thổ, hoặc cho mở nhưng giới hạn chỉ cho phép người nước ngoài vào chơi.

### Rửa tiền
Cờ bạc đi liền với các hoạt động tội phạm, đó là mặt trái lớn nhất, dễ thấy nhất. Casino đồng nghĩa với những cuộc đặt cược và đồng tiền có sức cám dỗ phi thường dẫn tới phát sinh tội phạm. Cờ bạc luôn song hành với các tệ nạn xã hội, không chỉ làm cho nhiều người, trong đó có người nghèo, tán gia bại sản mà còn kéo theo nạn cho vay nặng lãi, bảo kê, mại dâm. Sự tán gia bại sản phá vỡ các tế bào xã hội, phá vỡ các mối quan hệ xã hội vốn đã ổn định. Đặc biệt, nạn rửa tiền là rất khó kiểm soát. Quỹ Tiền tệ Quốc tế cho rằng mỗi năm có đến 1.500 tỉ USD được rửa, chắc chắn trong số đó có chuyện rửa tiền ở các casino. Những quốc gia có hệ thống pháp luật chặt chẽ, như Singapore chẳng hạn, dù có thể điều chỉnh được những mặt trái của hoạt động casino nhưng cũng chỉ hạn chế được một phần hệ lụy từ nó.
Theo một báo cáo năm 2013 của Ủy ban chấp hành về Trung Quốc (CEC) thuộc Quốc hội Mỹ, mỗi năm có tới 202 tỷ USD tiền phi pháp chảy qua Ma Cao để tiến hành rửa tiền từ các kênh phi pháp như tiền hối lộ hoặc biển thủ công quỹ. Ngành công nghiệp sòng bạc và dịch vụ tiếp đón đóng góp trên 50% GDP của Macau, nhưng "thành công mang tính hiện tương của ngành này dựa trên một công thức tạo điều kiện nếu không muốn nói là khuyến khích hoạt động rửa tiền". Để lách quy định về kiểm soát rửa tiền, những con bạc lớn tại Trung Quốc đại lục có thể chọn một trong hai cách. Thứ nhất, họ có thể gửi tiền vào đại lý tại đại lục của các sòng bạc, và thứ hai, họ có thể mượn tiền từ một bên thứ ba, có thể là đại lý sòng bạc, ở Macau. Theo tạp chí Foreign Policy của Mỹ, thì các nhóm tội phạm có tổ chức của Trung Quốc chính là đối tượng "thống trị lĩnh vực đại lý sòng bài. Mặc dù phải đăng ký và được Macau quản lý, các tổ chức trong ngành casino của Macau có mối quan hệ mật thiết với các nhóm tội phạm có tổ chức ở Trung Quốc đại lục nhằm xác định khách hàng và thu hồi nợ. Các yêu cầu về nắm rõ cũng như lưu lại hoạt động của khách hàng ở đây lỏng lẻo hơn rất nhiều so với các tiêu chuẩn quốc tế. Dường như các nỗ lực quản lý casino ở Macau chỉ tập trung vào hạn chế cạnh tranh chứ không phải loại bỏ các hoạt động bất hợp pháp". 
Thượng nghị sĩ John McCain của Mỹ chỉ ra rằng, Giám đốc điều hành (CEO) của tập đoàn sòng bạc Mỹ Las Vegas Sands Corporation, tỷ phú Sheldon Adelson, đã thu những khoản lợi nhuận không nhỏ từ sòng bạc của ông ta ở Macau.

### Sự gia tăng phá sản và tội phạm
Tại Singapore, sự thành công của sòng bạc làm lóa mắt nhiều quốc gia lân cận, nhưng xã hội Singapore đang phải trả giá bằng sự bất ổn và tệ nạn xã hội. Dù có hệ thống pháp luật chặt chẽ và những quy định giới hạn người chơi nghiêm ngặt (người chơi phải trên 21 tuổi, phải đóng phí vào cửa là 100 USD/lần và phải có chữ ký đồng ý của vợ/chồng), song những hệ lụy xã hội mà sòng bạc gây ra vẫn ngày càng tăng. Một số nhà lập pháp đặt câu hỏi liệu Singapore có thực sự cần sòng bạc và các cố vấn cho biết họ đang nhìn thấy nhiều người không thể kiểm soát mức cá cược của họ. Ví dụ như Cho Jimmy, việc mở sòng bạc kéo anh trở lại thành một con nghiện cờ bạc sau 14 năm"cai nghiện", kết quả là ông đã mắc nợ 250.000 đôla chỉ trong vòng 13 tháng. Đầu năm 2013, chỉ sau 2 năm mở casino, chính phủ Singapore đã phải sửa đổi Luật về casino, thắt chặt hơn nữa điều kiện cho người dân nước mình vào chơi. "Sòng bạc đã mang lại nhiều công ăn việc làm, hiển thị nhiều lợi ích kinh tế hơn" - các chuyên gia cho biết - "Tuy nhiên, cũng không thể phủ nhận sự thật rằng những thiệt hại đằng sau những lợi ích này cũng quá lớn. Các gia đình tan vỡ, sự hủy hoại cuộc sống và tổn hại xã hội cũng gia tăng đi kèm với điều đó"
Trong một báo cáo năm 2004 của Bộ Tư pháp Hoa Kỳ, các nhà nghiên cứu đã phỏng vấn những con bạc đã bị bắt ở Las Vegas và Des Moines và thấy rằng tỷ lệ phần trăm các con bạc có vấn đề tâm lý thôi thúc phạm tội cao gấp 3-5 lần so với trong dân số nói chung. Theo một số báo cáo của cảnh sát, tỷ lệ tội phạm báo cáo thường tăng gấp đôi hoặc gấp ba lần trong cộng đồng sống xung quanh một casino mở cửa được ba năm.
Phân tích các dữ liệu tội phạm được duy trì bởi cảnh sát tiểu bang cho biết: Hơn 50% tội phạm được báo cáo tại các casino là trộm cắp, tiếp đó là các vi phạm nhỏ như gây rối trật tự. Sòng bạc là nơi người chơi thường đắm mình trong trò chơi của họ nên thường quên theo dõi các đồ đạc của mình.
Các hoạt động casino đem lại nhiều tiền nhưng đó không phải là một ngành kinh tế, đó là công nghiệp cờ bạc có nhiều yếu tố nhạy cảm, để lại nhiều hệ lụy xã hội. Một chuyên gia nghiên cứu về công nghệ cờ bạc của Đại học Illinois, Giáo sư John Warren, cho rằng casino không tạo ra sản phẩm cho xã hội, nó là một ngành phi sản xuất. Casino không tạo thêm giá trị gia tăng cho xã hội, lợi nhuận mà nó thu được đơn giản là từ việc"móc túi"của các con bạc thua cuộc.
Các nhà phê bình cho rằng: chi phí xã hội phải hy sinh khi mở casino lớn hơn nhiều lợi ích mà nó mang lại. Các chi phí xã hội phải hy sinh bao gồm: chi phí phá sản, tự tử, bệnh tật, gây tổn hại cho các gia đình, sản lượng kinh tế bị mất, và tội phạm (trộm cắp, trấn lột, tham nhũng, rửa tiền...). Một báo cáo cho biết: chi phí xã hội hy sinh là 63 đôla/1 người lớn mỗi năm, nhưng nhiều nghiên cứu khác tính toán về tất cả các chi phí xã hội của sòng bạc cho thấy rằng: tổng chi phí là hơn 100 đôla cho mỗi người lớn mỗi năm, thậm chí là 135, 150 đôla và nhiều hơn nữa là khá phổ biến. Các lợi ích xã hội của sòng bạc là tăng lợi nhuận du lịch và thuế từ sòng bạc. Nghiên cứu về lợi ích cho thấy nó không lớn hơn 40 đôla mỗi người lớn mỗi năm. Như vậy lợi ích từ sòng bạc chỉ bằng 1/3 so với chi phí mà xã hội phải hy sinh vì nó.
Trong giai đoạn đầu khi mở casino, dường như vấn đề khá suôn sẻ: tỷ lệ thất nghiệp địa phương đi xuống, thuế tăng lên và tội phạm không tăng. Tuy nhiên, sau đó vấn đề lại khác hẳn. Nhà kinh tế David B. Mustard ở Đại học Georgia và Earl L. Grinols của Đại học Baylor đã phân tích dữ liệu tội phạm được thu thập từ tất cả 3.165 quận tại Hoa Kỳ giai đoạn 1977-1996 và xem xét tỷ lệ tội phạm ở địa phương trước và sau khi sòng bạc mở cửa. Họ thấy rằng tội phạm đã không tăng lên khi một sòng bạc bắt đầu hoạt động - ít nhất là năm đầu tiên. Nhưng tội phạm đã bắt đầu tăng sau năm đầu tiên, chậm rãi ban đầu và sau đó ngày càng nhanh chóng hơn, cho đến khi tỷ lệ tội phạm vượt xa lúc sòng bạc chưa bao giờ mở. Đến năm thứ 5 mà casino hoạt động, số vụ cướp tăng 136%; trấn lột và hành hung tăng 91%, trộm cắp máy rút tiền tăng 78%, trộm cắp tăng 50%, và hiếp dâm tăng 21%. Mustard kết luận: "Ngay cả khi sử dụng các ước tính nhỏ nhất về chi phí xã hội bị hy sinh và các ước tính hào phóng về lợi ích thu được, chúng ta vẫn thấy rằng các chi phí mà xã hội phải trả giá luôn vượt quá lợi ích thu được."
Ví dụ tại Italia, lợi ích mà chính phủ nhận được chỉ là rất nhỏ, và những băng nhóm tội phạm đã dễ dàng chuyển sang hoạt động kinh doanh cờ bạc một cách hợp pháp. Ngày càng nhiều người tham gia chơi bạc: 700.000 người Italia nghiện cờ bạc với 400.000 máy đánh bạc trên cả nước. Rất nhiều người rơi vào tình trạng nợ nần, bị gia đình ruồng bỏ và phải sống lay lắt trên những đường phố, vỉa hè. Theo nhà xã hội học Maurizio Fiasco: "Trong tình trạng suy thoái, để vượt qua khó khăn, nền kinh tế rất cần người dân tăng tiêu dùng. Nhưng công nghiệp cờ bạc đã nuốt nhu cầu tiêu dùng ra khỏi nền kinh tế".
Những kẻ được lợi nhiều nhất không phải là người dân hay chính phủ mà lại là các băng nhóm Mafia, theo báo cáo của Ủy ban chống Mafia của Quốc cách đây 1 năm. Một loạt các doanh nghiệp kinh doanh sòng bạc được thành lập trên khắp cả nước và núp sau đó không ai ai chính là các thế lực Mafia. "Kinh doanh cờ bạc hợp pháp với mức thu nhập cao, rủi ro liên quan đến pháp luật thấp giờ đây đã trở thành cánh cửa an toàn cho bọn tội phạm có tổ chức", ông Gianfranco Donadio, thẩm phán tại văn phòng công tố viên chống Mafia nhận định.
Tại Campuchia, chỉ một thời gian ngắn sau những đòn thanh trừng của tội phạm, hàng loạt các casino dọc biên giới với Việt Nam phải đóng cửa. Các thủ đoạn làm ăn kiểu xã hội đen của nhiều casino đã khiến con bạc chùn tay, dẫn đến nhiều casino rơi vào lỗ lã. Vì vốn ít, các chủ casino này nôn nóng "móc túi" người chơi với nhiều thủ đoạn gian lận, khiến nhiều con bạc nhanh chóng cháy túi. Các con bạc càng"chết"nhanh thì lượng khách chơi càng mau cạn, trong khi số khách này là "cần câu" khách mới. Phần lớn casino "chết theo con bạc", ngoài ra các casino này đã"giết nhau"và"tự giết mình"bởi những trò gian lận, đấu đá, thâu tóm lẫn nhau... Thậm chí, vì cạnh tranh mà hai thế lực casino đã nổ súng vào nhau, làm chấn động một vùng biên giới.
Các thống kê khác:
- Khoảng 40% tội phạm có tổ chức dính líu tới những con nghiện cờ bạc. Nghiên cứu cho thấy rằng 1,3 tỷ đôla mỗi năm trong gian lận bảo hiểm có liên quan đến cờ bạc.[12]
- 57% trong 400 con bạc được khảo sát thừa nhận rằng: ăn cắp, biển thủ công quỹ và tham nhũng là cách để duy trì thói quen cờ bạc của họ, trung bình là 135.000 đôla cho mỗi cá nhân."[13]
- Trong 6 năm đầu tiên của các sòng bạc ở Minnesota, theo một phân tích của Minneapolis Star Tribune, tỷ lệ tội phạm trung bình ở quận có sòng bạc tăng 39%.[14]
- Tổng số tội ác trong bán kính 30 dặm của thành phố Atlantic tăng 107% trong 9 năm sau sự ra đời của sòng bạc Atlantic City.[15]
- Các bang dọc sông Mississippi có kinh nghiệm tăng 43% tội phạm trong bốn năm sau khi mở sòng bạc. Harrison County, nơi mà hầu hết các sòng bạc được đặt, đã chứng kiến một sự gia tăng 58% tổng số tội phạm giữa năm 1993 và 1996.[16]
- US News & World Report phân tích và thấy rằng tỷ lệ tội phạm tại địa phương có casino là cao hơn 84% mức trung bình quốc gia.[17]
- Số lượng các vụ án nộp tại Quận Tunica, Mississippi, đã tăng từ 689 vào năm 1991, năm trước khi các sòng bạc bắt đầu hoạt động, lên đến 11.100 vào năm 1996.[18]
- Số các cuộc gọi đến sở cảnh sát Ledyard, Connecticut đã tăng từ 4.000 lên đến 16.700 trong vòng 5 năm sau khi mở cửa Foxwoods Casino gần đó.[19]
- Giáo sư John Kindt, Đại học Illinois, báo cáo rằng 1,5 triệu người hay 0,5% dân số Hoa Kỳ đã trở thành tội phạm trong 1994-1997 như là một sự tương quan trực tiếp đến hợp pháp hóa sòng bạc do chính phủ bảo trợ. Tổn hại xã hội cho sự gia tăng tội phạm này dao động từ 12-15 tỷ đôla[20]
- Nevada (Nơi có knh đô cờ bạc Las Vegas) đứng đầu về tỷ lệ tội phạm trong cả 50 bang Hoa Kỳ trong cả hai năm 1995 và 1996, dựa trên một phân tích số liệu thống kê của FBI. Hơn nữa, tỷ lệ tội phạm ở Nevada tăng gần 40% trong 1991-1996, khi mà ở các bang khác tỷ lệ tội phạm bạo lực đã giảm khoảng 10%.[21]
- Sở cảnh sát San Jose, California báo cáo sự gia tăng đáng kể trong tội phạm trong vùng lân cận của một casino mới mở cửa. Tội phạm ma túy tăng 200%, tội phạm tài sản tăng 83%, trộm cắp lặt vặt tăng 56%, và tai nạn giao thông tăng 55% trong một năm.[22]
- Số lượng các cuộc gọi cảnh sát tại Black Hawk, Colorado, tăng từ 25 lên tới 20.000 chỉ 1 năm sau khi sòng bạc mở cửa. Trong trung tâm thành phố lân cận, số lượng các vụ bắt giữ tăng 275%, tội phạm nghiêm trọng tăng 287% trong 3 năm đầu tiên sau khi mở sòng bạc.[23]

### An ninh quốc phòng
Tại Philippines, nhiều sòng bạc được mở gần các cơ sở quân sự như doanh trại Aguinaldo (nơi đặt Bộ Tư lệnh các lực lượng vũ trang Philippines), trại Crame (trụ sở cảnh sát quốc gia Philippines), trụ sở không quân Philippines ở thành phố Pasay, trụ sở hải quân Philippines trên đại lộ Roxas... Ước tính của chính phủ Philippines cho thấy phần đông trong số 138.000 lao động được thuê tại các sòng bạc ở Philippines là người Trung Quốc, nhiều người Philippines lo sợ người Trung Quốc làm việc tại những nơi này có thể làm gián điệp, hoặc chí ít cũng chiếm mất việc làm của người bản xứ. Người dân nước này đã tỏ ra bất bình sau khi hình ảnh về nhiều sòng bạc như vậy được lan truyền trên mạng xã hội.

## Sòng bạc ở các quốc gia

### Việt Nam
Trong lịch sử Việt Nam, nhiều trò cờ bạc từ xưa đã từng tồn tại. Thời nhà Trần, luật pháp rất nghiêm khắc với tội đánh bạc, nhưng đến đời Trần Dụ Tông lại thích trò này, chiêu tập các nhà giàu vào cung đánh bạc, vua cũng tham gia, rồi vì đó mà nhà Trần suy vong.
Nhiều người Việt ham thích cờ bạc nên chính quyền thực dân Pháp thấy ngành kinh doanh này rất béo bở. Năm 1937, sòng bạc Đại Thế giới (Casino Grande Monde) được người Pháp thành lập công khai nhằm hút người Việt Nam tới đánh bạc. Cùng lúc thành lập Đại Thế giới còn có sòng bạc Kim Chung ở khu vực Cầu Muối, nay là Khu Dân Sinh, phường Cầu Ông Lãnh, quận 1. Tuy nhiên, sòng bạc này có quy mô kém hơn.
Sòng bạc như một thứ ma túy gây nghiện, lôi cuốn đủ tầng lớp người Sài Gòn lao vào chơi bạc. Nhiều người phá sản, nhiều gia đình tan cửa nát nhà ở khu sòng bạc này. Năm 1955, nhận thấy sự nguy hại của sòng bạc, nhằm xóa bỏ nguồn tiền cho tội phạm có tổ chức cũng như lối sống tệ nạn và đồi trụy tại đây, chế độ Việt Nam Cộng Hòa đã ra lệnh đóng cửa Đại Thế giới.
Việc hợp thức hóa sòng bạc ở Việt Nam hiện nay gây ra nhiều tranh cãi, lo lắng của dư luận về các hệ lụy xã hội cũng như thiếu các chế tài để quản lý các hoạt động liên quan.
Hiện nay, có tới mười mấy tỉnh/thành phố ở Việt Nam xin mở sòng bạc. Lãnh đạo các địa phương này đều chỉ thấy món lợi trước mắt mà không đếm xỉa đến hậu quả mà xã hội phải gánh chịu về lâu dài. Bộ trưởng Bộ Kế hoạch & Đầu tư Bùi Quang Vinh đã phải than phiền rằng các địa phương xin làm casino là "làm kinh tế theo phong trào", thấy tỉnh khác có là cũng hùa theo bất chấp hậu quả, không khác gì việc xin làm cảng biển, sân bay lâu nay. Chuyên gia Phạm Chi Lan nói: "Bộ Chính trị chỉ chủ trương có 1 casino thôi, nhưng bây giờ xin tới 10 cái. Ai có quyền cho tới 10? Ai cho? Chỗ nào chịu trách nhiệm? Tại sao lại chiều chuộng đến thế?" Bà Lan nói thêm, việc các địa phương"chạy theo phong trào "khiến kỷ cương của nhà nước bị buông lỏng, làm cho nguồn lực của đất nước bị phân tán, kém hiệu quả"..

## Sự phát triển và tác động của ngành công nghiệp sòng bạc tại Việt Nam
- Ngành công nghiệp sòng bạc ở Việt Nam đã chứng kiến sự phát triển đáng kể trong những năm gần đây, với việc chính phủ thực hiện các chính sách để thu hút đầu tư nước ngoài và thúc đẩy du lịch. Tính đến năm 2023, Việt Nam có 10 sòng bạc được cấp phép, tạo ra tổng doanh thu hơn 1 tỷ USD mỗi năm. Các dự án phát triển lớn bao gồm Corona Resort & Casino trên đảo Phú Quốc, nơi đã trở thành sòng bạc đầu tiên tại Việt Nam cho phép người dân địa phương vào chơi theo chương trình thí điểm. Động thái này là một phần của chiến lược rộng hơn nhằm khai thác thị trường game đầy lợi nhuận, đồng thời cân bằng giữa tăng trưởng kinh tế và trách nhiệm xã hội. Khu vực Hồ Tràm, một địa điểm quan trọng khác, bao gồm Grand Ho Tram Strip, một khu nghỉ dưỡng tích hợp trị giá 4,2 tỷ USD với sòng bạc, khách sạn sang trọng và các cơ sở giải trí. Những cơ sở này không chỉ thu hút du khách quốc tế mà còn tạo ra cơ hội việc làm đáng kể cho cộng đồng địa phương.[3]

## Ảnh hưởng của sòng bạc đến văn hóa và xã hội Việt Nam
Ngoài những tác động kinh tế, sự gia tăng của sòng bạc ở Việt Nam cũng đã gây ra những lo ngại về khả năng ảnh hưởng của chúng đến các giá trị văn hóa và chuẩn mực xã hội. Một số người cho rằng việc giới thiệu cờ bạc có thể làm suy yếu các giá trị truyền thống của người Việt Nam, như tôn trọng người lớn tuổi và người có quyền thế. Trong văn hóa Việt Nam, những giá trị này được thấm nhuần sâu sắc, nhấn mạnh tầm quan trọng của thứ bậc gia đình và tôn trọng những người ở vị trí quyền lực. Sòng bạc, với sự nhấn mạnh vào lợi ích cá nhân và rủi ro, có thể làm suy yếu những nguyên tắc văn hóa này. Ngoài ra, việc ca ngợi sòng bạc trong văn hóa đại chúng có thể góp phần thay đổi xã hội hướng tới chủ nghĩa vật chất và tiêu dùng. Hơn nữa, khả năng nghiện và các vấn đề xã hội liên quan đến cờ bạc có thể làm căng thẳng các mối quan hệ gia đình và làm suy yếu hạnh phúc tổng thể của cá nhân và cộng đồng.

## Tham chiếu
1. ↑  "Cả trăm sòng bạc Trung Quốc mang lại gì cho Campuchia?". Tuổi Trẻ Online. Truy cập ngày 24 tháng 9 năm 2020.
2. 1 2  "Ma lực casino và nạn chảy máu ngoại tệ". VietNamNet. Truy cập ngày 24 tháng 9 năm 2020.
3. ↑  "Lộ"mánh"rửa tiền của người Trung Quốc ở Macau". VnEconomy, báo điện tử thuộc nhóm Thời báo Kinh tế Việt Nam. Bản gốc lưu trữ ngày 5 tháng 3 năm 2014. Truy cập ngày 13 tháng 2 năm 2015.
4. ↑  "Singapore gets tough on casino firms with new rules, fines". ABS-CBN News. Truy cập ngày 13 tháng 2 năm 2015.
5. ↑  McCorkle, Richard C.,"Gambling and Crime Among Arrestees: Exploring the Link"(July 2004). U.S. Department of Justice'. Truy cập 7/20/2011.
6. ↑  "Gambling addiction leads many down criminal road" Lưu trữ ngày 6 tháng 2 năm 2012 tại Wayback Machine, Jeremy Boren, (ngày 19 tháng 6 năm 2011). The Pittsburgh Tribune-Review, Retrieved 7/20/2011.
7. ↑  "Bản sao đã lưu trữ". Bản gốc lưu trữ ngày 13 tháng 2 năm 2015. Truy cập ngày 13 tháng 2 năm 2015.
8. ↑  "Richard Morin - Casinos and Crime: The Luck Runs Out". Truy cập ngày 13 tháng 2 năm 2015.
9. ↑  "Hợp pháp hóa cờ bạc: Tội đồ của nền kinh tế Italia? - VietNamNet". VietNamNet. Truy cập ngày 13 tháng 2 năm 2015.
10. ↑  Cái chết của sòng bạc biên giới
11. ↑  The American Insurance Institute.
12. ↑  National Gambling Impact Study Commission, page 7-13, citing testimony from the Institute for Problem Gambling, 1999.
13. ↑  Dennis J. McGrath and Chris Ison,"Gambling Spawns a New Breed of Criminal,"[Minneapolis] Star Tribune, ngày 4 tháng 12 năm 1995, p. A6.
14. ↑  Andrew J. Buck, Simon Hakim, and Uriel Spiegel,"Casinos, Crime and Real Estate Values: Do They Relate?,"Journal of Research in Crime and Delinquency, August 1991, p. 295.
15. ↑  Robert Waterbury,"1996 Mississippi Coast Crime Statistics,"Mississippi Coast Crime Commission, May 1997.
16. ↑  Joseph P. Shapiro,"America's Gambling Fever,"U.S. News & World Report, ngày 15 tháng 1 năm 1996, pp. 58, 60.
17. ↑  Bartholomew Sullivan,"Once-Sleepy Tunica Awakens to Gambling-Inspired Crime,"[Memphis] Commercial Appeal, ngày 20 tháng 10 năm 1997, p. A5.
18. ↑  Mayor Wesley J. Johnson, Sr.,"Fiscal Impacts of Foxwoods Casino on the Town of Ledyard, Connecticut,"April 1997.
19. ↑  Dr. John Kindt,"The Costs of Addicted Gamblers: Should the State Initiate Mega-Lawsuits Similar to the Tobacco Cases?"Managerial and Decision Economics, December 2001.
20. ↑  Ed Koch,"Nevada: Most Dangerous?"Las Vegas Sun, ngày 16 tháng 7 năm 1997, p. 1A.
21. ↑  Louis A. Cobarruviaz, City of San Jose Memorandum from the Chief of Police to the Mayor and City Council, ngày 27 tháng 10 năm 1995.
22. ↑  Joseph Curran, Jr.,"The House Never Loses and Maryland Cannot Win: Why Casino Gaming Is a Bad Idea,"Report of Attorney General J. Joseph Curran, Jr., on the Impact of Casino Gaming on Crime, ngày 16 tháng 10 năm 1995, pp. 9, 12.
23. ↑  "Philippines nghi có gián điệp Trung Quốc trong các sòng bạc online". Tuổi Trẻ Online. Truy cập ngày 24 tháng 9 năm 2020.
24. ↑  "Vị vua khiến xã tắc nghiêng ngả vì mê uống rượu, đánh bạc". Truy cập ngày 24 tháng 9 năm 2020.
25. ↑  "Khôn nghề cờ bạc là khôn dại". Sở ngoại vụ Phú Thọ. Bản gốc lưu trữ ngày 5 tháng 12 năm 2020. Truy cập ngày 24 tháng 9 năm 2020.
26. ↑  Bộ trưởng Bộ KHĐT: "10 tỉnh xin làm casino, tôi mệt mỏi vô cùng" Lưu trữ ngày 4 tháng 3 năm 2016 tại Wayback Machine thesaigontimes, ngày 05 Tháng 3 2014